# GO!GO!ダンスが止まらナイ
「GO!GO!ダンスが止まらナイ」（ゴー!ゴー!ダンスがとまらナイ）は、THE HOOPERSの3rdシングル。2015年8月26日にユニバーサルシグマから発売された。

## 内容
- 初回盤A（CD+DVD）、初回盤B（2CD）、初回盤C（CD+写真集）、通常盤（CD Bonus Track付）の計4種発売。

## 収録曲
全編曲：KUME.

### 全種共通
1. GO!GO!ダンスが止まらナイ
  - 作詞：前田たかひろ、作曲：大島こうすけ
2. DIAMOND
  - 作詞・作曲：DIE
3. GO!GO!ダンスが止まらナイ (Instrumental)
4. DIAMOND (Instrumental)

### 初回盤A
DVD
1. GO!GO!ダンスが止まらナイ（Music Video）
2. GO!GO!ダンスが止まらナイ（Music Video Making）

### 初回盤B
キュン♡キュンディスク ～夏デート〜(CD)
1. OPENING
2. 未来 〜海デート〜
3. 星波 〜肝試しデート〜
4. 佑妃 〜ドライブデート〜
5. 泉貴 〜花火大会デート〜
6. つばさ 〜おうちデート〜
7. 陽稀 〜夏祭りデート〜
8. 麻琴 〜野球観戦デート〜
9. ENDING

### 初回盤C
写真集

### 通常盤
1. Fire◎Flower (Bonus Track)
  - 作詞・作曲：halyosy